# Kisshōmaru Ueshiba
Pour les articles homonymes, voir Ueshiba.
 (mai 2014).
- Si vous ne connaissez pas le sujet, laissez ce bandeau (vous pouvez alors contacter les auteurs).
- Si vous supprimez le contenu mis en cause (vous pouvez préalablement contacter les auteurs),

argumentez précisément cette suppression dans la page de discussion
(un manque de référence n'est pas un argument ; une recherche réelle de référence doit avoir été effectuée, être formellement documentée).
Dans ce nom, le nom de famille, Ueshiba, précède le nom personnel.
Kisshomaru Ueshiba (植芝 吉祥丸, Ueshiba Kisshōmaru, 27 juin 1921 dans la préfecture de Kyoto,,, Ayabe - 4 janvier 1999) était un aïkidoka japonais. C'est le troisième fils de Morihei Ueshiba (植芝 盛平, Ueshiba Morihei, 1883–1969), le fondateur de l'Aïkido et de Hatsu Ueshiba (植芝 はつ, Ueshiba Hatsu, 1881–1969).

## Biographie
Après quelques années d'études du Kashima Shinto-ryu et du Kendo durant l'enfance, Kisshomaru commence l'aïkido vers 1936-1937 avec son père. Il poursuit son étude des armes auprès de son père et apparaît sur l'ouvrage "Budo", dont les photographies datent de 1938, en tant que uketachi pour son père. Alors qu'il étudie l'économie à l'Université Waseda, dont il obtient le diplôme en 1946, son père le nomme à la tête du Kobukan Dojo de Shinjuku, à Tokyo. Kisshomaru sauve ce dojo plusieurs fois des bombes incendiaires de la Seconde Guerre mondiale. Il met en outre le dojo à disposition de familles ayant perdu leurs habitations lors des bombardements américains.
Après la guerre, et dès 1948, il supervise le développement de l'organisation Aikikai Honbu. Il décide la destruction du Kobukan Dojo en 1967 pour établir l'Aïkikaï Hombu Dojo. Il est également un des membres fondateurs de la Kokusai Budoin.
À la mort de son père, Kisshomaru devient Doshu (le « gardien de la voie ») à l'Aïkikaï Hombu Dojo à Tokyo, titre qu'il garde jusqu'à sa mort en 1999. Son fils Moriteru Ueshiba a repris sa suite.

## Distinction
Médaille de vermeil de la ville de Paris, remis par Jacques Chirac à l'occasion de la visite du Doshu en France pour les 25 ans en France de maître Tamura.

## Parutions
- L'esprit de l'Aikido
- Kisshōmaru Ueshiba, Moriteru Ueshiba : Best Aikido – The Fundamentals. Kodansha, 2002,  (ISBN 4-7700-2762-1)